# Billy Wright
William Ambrose "Billy" Wright, CBE (6 februarie 1924 – 3 septembrie 1994) a fost un jucător de fotbal englez, care a jucat toată cariera pentru Wolverhampton Wanderers. Primul jucător din lume, care a atins 100 de selecții, Wright de asemenea deține recordul pentru cele mai multe meciuri jucate la rând în fotbalul internațional; a avut 105 apariții pentru Anglia fiind căpitan în 90 de meciuri.

## Palmares
Wright a fost premiat cu CBE pentru serviciile făcute fotbalului la scurt timp după retragerea sa în 1959.

### Palmaresul carierei
Anglia
- British Home Championship
  - Champions: 1947, 1948, 1950, 1952 *, 1953 *, 1954, 1955, 1956 *, 1957, 1958 *, 1959 *
  - Runners-up: 1949, 1951

Shared = *
 Wolverhampton Wanderers
- First Division
  - Campioni: 1953–54, 1957–58, 1958–59
  - Locul doi: 1949–50, 1954–55
  - Locul trei: 1946–47, 1952–53, 1955–56

- FA Cup
  - Câștigători: 1949

- FA Charity Shield
  - Locul doi: 1958

Altele
- 1952 FWA Footballer of the Year
- 1957 Ballon d'Or 1957 Locul doi
- 1959 Commander of the Order of the British Empire (Civil)
- 1998 Football League 100 Legends
- 2002 Membru English Football Hall of Fame